# Stolování

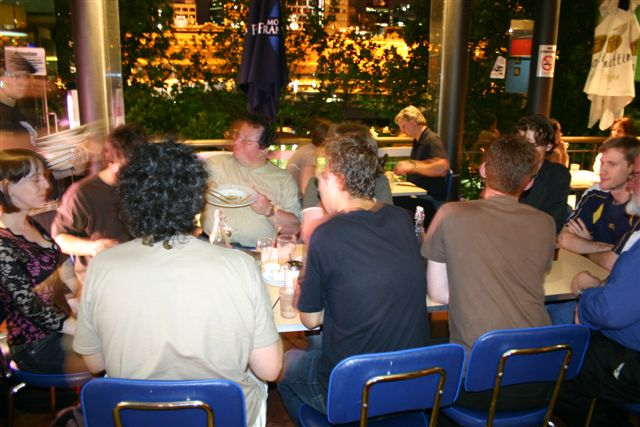

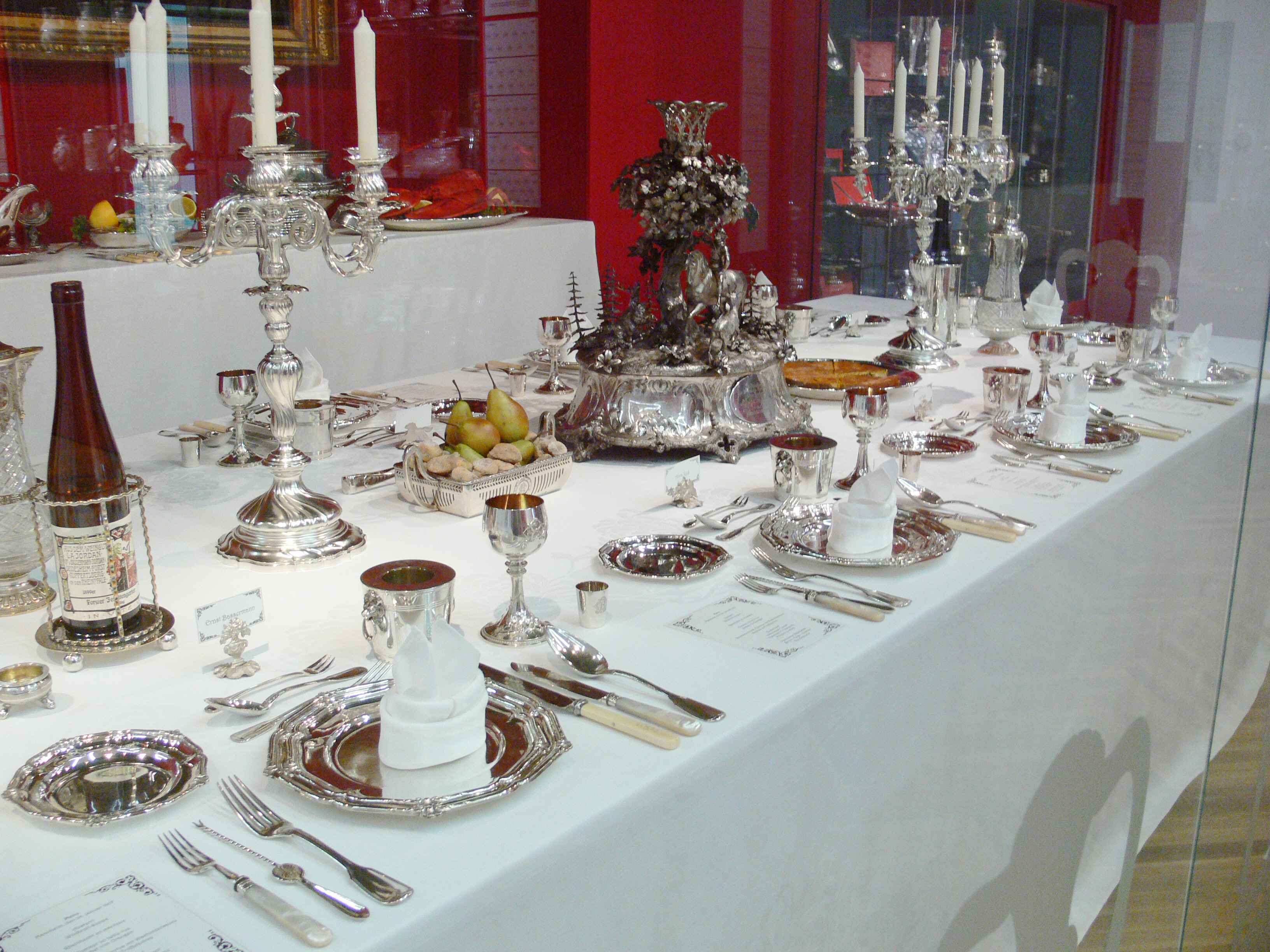
Ukázka přípravy na stolování

Stolování je souhrn společenských pravidel a estetických norem, která se týkají hygieny, prostírání a vybavení stolu nádobím i náčiním, správného chování při jídle, pití a obsluhy. Stolování označuje i přípravu a úpravu stolu, židlí a prostředí jídelny například při slavnostní příležitosti.

## Zásady servírování
- Rozestavení jídelních a picích nádob a stolního náčiní (příborů)
- plátěný nebo papírový ubrousek pro každého strávníka
- kořenky a nádobky s dochucovadly, párátka
- nepovinná: výzdoba stolu vázou s květinami
- na slavnostních tabulích: jmenovky hostů

## Zásady chování u stolu
- Není-li dán zasedací pořádek, vybírá si místo jako první nejstarší nebo nejvýznamnější host.
- Příbor položíme na talíř držadlem směrem doprava, pokud chceme v jídle později pokračovat, odložíme jej na talíř křížem.
- Ústa si utíráme ubrouskem. Použitý plátěný ubrousek položíme vpravo k talíři, papírový ubrousek složený vložíme pod příbor na talíř.
- Při jídle mají být obě dvě ruce na stole, paže se nemají lokty opírat o jídelní stůl
- Od stolu vstáváme až po hlavní osobě
- Na židli se nehoupeme.
- Při jídle nemluvíme s plnými ústy, nemlaskáme, necinkáme příborem o talíř

## Zásady společenského chování
- Ženě pomáhá při sedání muž nebo obsluhující personál tím, že přisune židli.
- Sousedé se u stolu seznámí a při delším stolování spolu konverzují.

## Zásady hygieny
- Před jídlem si vždy umyjeme ruce
- Ke stolu přicházíme upravení a v čistém oděvu.
- Stůl má být čistý, čistě prostřený ubrusem nebo ubrousky pro každého strávníka.
- Jídelna má být vyvětraná (zvláště je-li jídelna také kuchyní).

## Zásady obsluhy
- Obsluhovat se začíná od hlavní osoby, pokračuje se k osobám sedícím vpravo
- Nevyprázdněné mísy zůstávají na stole, prázdné jsou hned odneseny nebo odloženy na servírovací stolek